# Elysius
Elysius é um gênero de traça pertencente à família Arctiidae.